# Filles de joie
Filles de joie és una pel·lícula dramàtica belga-francesa del 2020 dirigida per Frédéric Fonteyne i Anne Paulicevich. Va ser seleccionada com a entrada belga per al Millor Pel·lícula Internacional als Premis Oscar de 2020, però no va ser nominada.
Als 11ns Premis Magritte, Filles de joie va ser nominada a tres premis, incloent el Millor Pel·lícula i el Millor Guió per Paulicevich.

## Argument
Tres prostitutes que treballen a la frontera entre Bèlgica i França enterren un cos.

## Repartiment
- Sara Forestier com a Axelle
- Noémie Lvovsky com a Dominique
- Annabelle Lengronne com a Conso
- Nicolas Cazalé com a Yann
- Jonas Bloquet com a Jean-Fi
- Sergi Lopez com a Boris
- Gilles Remiche com a Marc